# Ольковы
Ольковы — деревня в Юрьянском районе Кировской области в составе Медянского сельского поселения.

## География
Находится на правобережье Вятки на расстоянии примерно 3 километра на северо-запад по прямой от поселка Мурыгино.

## История
Известна с 1671 года как починок Ельфимка Вычегжанина с 1 двором. В 1764 году проживало 11 человек. В 1873 году в ней было учтено дворов 7 и жителей 40, в 1905 8 и 57, в 1926 9 и 43, в 1950 7 и 28. В 1989 учтено 11 жителей. 

## Население
Постоянное население  составляло 5 человек (русские 100%) в 2002 году, 3 в 2010.